# 林智遠 (香港)
林智遠，JP（1968年8月20日—），香港會計師，現任審計署署長，曾任香港立法會議員（選舉委員會）。他是前香港華人會計師公會會長、前香港會計師公會副會長（2018年至2020年）、香港浸會大學工商管理學院客座教授以及「會計界愛心同盟」執行主席。另外也是香港學術及職業資歷評審局行業專家（2009年至今）、香港稅務學會會員兼註冊稅務師、香港董事學會資深會員、特許財務分析師特許資格持有人、香港特許公認會計師公會資深會員、特許公認會計師公會資深會員以及澳洲會計師會、美國註冊會計師協會、英格蘭及威爾斯特許會計師公會會員。他在2021年參選立法會選舉，以選舉委員會界別當選人身份首次晉身立法會。

## 背景

### 早年生活
林智遠在九龍廣華醫院出生，有兩名兄弟，父親是食油公司的貨車司機，母親則是車衣女工。他早年在大角咀長大，小時候會與母親一同提供送食油到戶的服務，以賺取家庭收入。讀書方面，他就讀大角嘴天主教小學（1981年小六，與前立法會議員尹兆堅為同屆畢業生）和聖芳濟書院（1986年中五，與前康宏環球主席王利民為同學），在校時數學成績好，曾於中四年級會計科第一次考試中取得100分成績。預科畢業後報讀香港浸會學院，修讀工商管理學士，專修會計（1992年，一級榮譽）。
入讀香港浸會學院期間，林智遠出任會計學會會長，並被學系選為傑出學生領袖。畢業未幾到香港四大會計師樓任職三年多會計文員。為了爭取更多時間進修，他轉職至另一間會計師樓，同時修讀香港科技大學工商管理碩士，在香港會計師公會主辦的首屆會計個案比賽中獲得金獎（1998年），往後再修讀香港中文大學財務學碩士學位（2001年研究院）。

### 事業發展
2001年，因林智遠在首屆會計個案比賽中獲獎，他被時任公會香港會計師公會的行政總監邀請教授香港會計師公會會計師專業資格課程。直至2004年，林智遠自立門戶，成立「遠景會計師事務所」。2005年隨著國際會計準則在香港實行起來，他應邀為大公司及專業團體進行講解，又與香港浸會大學工商管理學院副院長劉子耀一起設計及教授澳門會計師執業所須的特定審計課程。一年後，即2006年成為香港華人會計師公會理事會成員。
在2000年代末至2010年代初，林智遠除了管理會計公司業務之外，還繼續涉足商界與教育界。他於2008年擔任華潤水泥控股獨立非執行董事和北京師範大學-香港浸會大學聯合國際學院客座副教授，2009年轉為香港華人會計師公會理事會名譽司庫，2012年至2019年獲選為香港會計師公會理事。在當選香港會計師公會理事之前，他於2011年獲選為香港華人會計師公會會長，至2013年離任，同年出任粵港灣控股獨立非執行董事。
曾是會計專業發展基金主席的他，於2014年至2018年為《壹週刊》撰寫專欄「壹計就明」。2020年為促進會計界發展而成立會計界愛心同盟。後來於2021年至2023年獲香港浸會大學工商管理學院委任為客座教授，講授高級會計。

### 從政之路
2011年，林智遠踏足政界，首次參與2011年香港選舉委員會界別分組選舉，便當選會計界界別分組委員。翌年，即2012年更進一步，首次參加香港立法會選舉 - 會計界功能界別選舉，結果以1200票之差敗給梁繼昌。其後於2016年再次參加2016年香港選舉委員會界別分組選舉，卻未能在會計界界別分組中佔一席位。
至2021年，林智遠報名參選2021年香港立法會選舉，最終以970票當選選舉委員會界別議員。

### 公職委任
自2007年開始，林智遠被委任公職崗位，項目包括：財務匯報檢討委員團成員（2007年至2010年；2013年至2019年）、空運牌照局成員（2013年至2021年）、市區重建局非執行董事（2013年至今2020年）、強制性公積金計劃上訴委員會委員（2017年至2023年）、證券及期貨事務上訴審裁處（2019年至2023年）、交通諮詢委員會成員（2019年至2023年）、首長級薪俸及服務條件常務委員會（2021年起）、消費者委員會委員（2021年起）以及地產代理監管局成員（2021年起）。
2020年，林智遠獲政府委任為非官守太平紳士。2022年6月19日，他獲國務院委任為審計署署長，7月1日履新。

## 個人生活
林智遠已婚，妻子莫如君同是會計師，入行時被派到跟隨林智遠學習，二人及後成為夫妻。林的外父是前土木工程署助理署長莫亦凡，而莫亦凡的父親是著名書法家莫德光。此外，林氏伉儷於2011年就譚香文舞弊案出庭作控方證人。

## 個人創作
- 2006年 《Auditing and Assurance in Hong Kong》（第一版）（導師出版社）
- 2008年 《Intermediate Financial Reporting: An IFRS Perspective》（第一版）（與劉子耀，McGraw-Hill Education (Asia)）
- 2009年 《Auditing and Assurance in Hong Kong》（第二版）（導師出版社）
- 2010年 《Financial Accounting: Including International Financial Reporting Standards》（第一版）（與Jan Williams、Sue Haka、Mark Bettner以及Joseph Carcello，McGraw-Hill Education (Asia)）
- 2011年 《Intermediate Financial Reporting: An IFRS Perspective》（第二版）（與劉子耀，McGraw-Hill Education (Asia)）
- 2012年 《Auditing and Assurance in Hong Kong》（第三版）（導師出版社）
- 2014年 《Auditing and Assurance in Hong Kong》（第四版）（導師出版社）
- 2015年 《計論明星股》（與鄔碩晉，天窗出版社）
- 2015年 《Financial Accounting: Including International Financial Reporting Standards》（第二版）（與Jan Williams、Sue Haka、Mark Bettner以及Joseph Carcello，McGraw-Hill Education (Asia)）
- 2016年 《Advanced Financial Reporting: An IFRS Perspective（與袁錦波、Jasmine Kwong，McGraw Hill Higher Education）
- 2017年 《Auditing and Assurance in Hong Kong》（第五版）（導師出版社）
- 2021年 《Auditing and Assurance in Hong Kong》（第六版）（導師出版社）

## 參與節目
- 2024年：講清講楚（無綫電視）
- 2025年：講清講楚（無綫電視）、大鳴大放（Viu TV）

## 外部連結
- 審計署署長林智遠於香港政府一站通網頁的介紹 （页面存档备份，存于）
- 林智遠的Facebook專頁
- 林智遠的Instagram帳戶
- 林智遠 Nelson Lam YouTube 頻道 （页面存档备份，存于）

| 政府职务      | 政府职务            | 政府职务 |
| ------------- | ------------------- | -------- |
| 前任： 朱乃璋 | 審計署署長 2022年－ | 繼任： - |

| 官衔            | 官衔                                              | 官衔            |
| --------------- | ------------------------------------------------- | --------------- |
| 前任者： 朱乃璋 | 審計署署長 2022年7月1日－                         | 現任            |
| 議會席位        |                                                   |                 |
| 新頭銜          | 立法會議員 選舉委員會 2022年1月1日－2022年6月18日 | 繼任者： 尚海龍 |